# Svenska kyrkan i Palma de Mallorca
Svenska kyrkan i Palma de Mallorca är en av Svenska kyrkans utlandsförsamlingar. 

## Administrativ historik
Församlingen bildades 1971. 

## Kyrkoherdar
| Ämbetstid | Namn           | Levnadstid | Övrigt |
| --------- | -------------- | ---------- | ------ |
| 1981–1984 | Klemetz Sixten | 1946–      | [ 1 ]  |
| 2013–2016 | Mikael Jonsson | 1953–      | [ 2 ]  |

### Komministrar
| Ämbetstid | Namn           | Levnadstid | Övrigt |
| --------- | -------------- | ---------- | ------ |
| 2015–2017 | Tobias Nellvik | 1984–      | [ 2 ]  |

### Fotnoter
1. ↑  1920–1922 Styrelsen för svenska kyrkan i utlandet SKUT i Sveriges statskalender 1984
2. 1 2   Matrikel 2016: Svenska kyrkan (69:a utgåvan). Stockholm: Verbum. 2016. sid. 417. ISBN 978-91-5263615-2